# فلت آیرون
فلت آیرون (انگلیسی: Flat Iron) بازیکن لاکراس اهل کانادا است.